# Johnny Spanish
Johnny Spanish (1889-29 de julio de 1919) fue un gánster estadounidense rival de su ex socio "Kid Dropper" Nathan Kaplan durante una huelga de trabajadores de la confección, que más tarde se conocería como la Segunda Guerra de los Trabajadores en 1919. Se involucró en el crimen organizado, asaltos a bares y otros negocios y asesinatos antes de organizar su propia banda.

## Biografía
Nacido en 1889 como Giovanni Mistretta en el Lower East Side, afirmó estar emparentado con Valeriano Weyler, el último gobernador de Cuba bajo gobierno español. En realidad, nació de padre italiano y madre española, anglicizando su nombre a John Mestrett. Hablaba con fluidez italiano, español e inglés. Se involucró en delincuencia organizada y asesinatos laborales desde muy joven, presuntamente implicado en un asesinato a los diecisiete años, antes de organizar un grupo de matones aliados con la pandilla Five Points. Spanish pronto se hizo famoso en el submundo por su carácter irascible y sus atrevidos atracos a tabernas, bares y otros negocios, en particular por el robo a un saloon de Norfolk Street propiedad de Mersher the Strong Arm. Spanish, que ya se había jactado de que volvería y robaría el garito a una hora determinada, apareció a la hora prevista, disparó en el bar y agredió a varios clientes que se resistieron, antes de escapar. 
En 1909, Spanish comenzó a trabajar junto con "Kid Dropper" Nathan Kaplan. Los dos pronto tuvieron una confrontación que culminó en una pelea con cuchillos en plena calle; se pelearon debido a una disputa sobre la entonces novia de Spanish, y se involucraron en una brutal pelea callejera en la que Dropper casi apuñaló a su rival hasta matarlo. Una vez recuperado, Spanish intentó tomar el control de los "juegos de stuss" del Lower East Side de Kid Jigger, una variante del faro, quien desestimó con desprecio las amenazas. Sin embargo, durante un tiroteo particularmente violento en uno de sus intentos por obtener el control de una de las casas de juego propiedad de Kid Jigger, una niña de ocho años fue accidentalmente abatida. Obligado a huir de la ciudad, descubrió, cuando regresó después de varios meses, que su novia lo había dejado por Kaplan. Spanish secuestró a la joven y la condujo hasta un pantano en las afueras de Maspeth, Nueva York, donde la ató a un árbol y le disparó en el abdomen varias veces. La mujer fue encontrada con vida varias horas después; Los periódicos contemporáneos no mencionan que estuviera encinta, pero en un artículo en el New York Sun de 1912 el periodista Alfred Henry Lewis afirma que se encontraba en avanzado estado de embarazo y dando a luz a su bebé, también ileso aunque una de las balas le había volado tres dedos, relato que retomará el destacado historiador de los bajos fondos estadounidenses de los siglos XIX y XX Herbert Asbury, y otros.
Spanish fue arrestado  y sentenciado a siete años de prisión en 1911; coincidentemente, casi al mismo tiempo, Kaplan fue arrestado por robo. Después de ser liberado de prisión en 1917, Spanish se unió nuevamente a Kaplan, así como a varios otros exmiembros de la banda Five Points, trabajando como "golpeadores" contra los trabajadores. 
Sin embargo, Spanish y Kaplan pronto comenzaron a pelearse nuevamente mientras la pandilla se dividía en dos facciones separadas, cada una intentando ganar dominio sobre las operaciones de "golpeo laboral" de Nueva York. Durante este período, Johnny Spanish se convirtió también en uno de los principales traficantes de drogas de Manhattan, vendiendo tanto cocaína como heroína. Le ayudó su hermano Joseph, apropiadamente apodado "Joey Spanish". Sin embargo, había demasiada inquina entre Spanish y Dropper como para que cualquiera de ellos pudiera relajarse. Spanish fue asesinado a tiros cuando entraba en un restaurante de Manhattan en el número 19 de la Segunda Avenida por tres hombres no identificados el 29 de julio de 1919. Se presentaron cargos contra Kaplan, quien había sido identificado en el lugar, pero luego fueron retirados. Kaplan sería posteriormente asesinado a tiros en agosto de 1923.